# سفید ناب
سفید ناب (انگلیسی: Pure White)، مستندی پرتره دربارهٔ پرویز فنی‌زاده بازیگر سینمای ایران به کارگردانی فرناز تبریزی و پوریا نوری است.

## داستان
فیلم پرتره‌ای دربارهٔ پرویز فنی‌زاده، بازیگر فقید سینمای ایران است. در این مستند بلند، از تصاویر ویدئویی و عکس‌های دیده نشده‌ای از فنی‌زاده استفاده شده‌است.

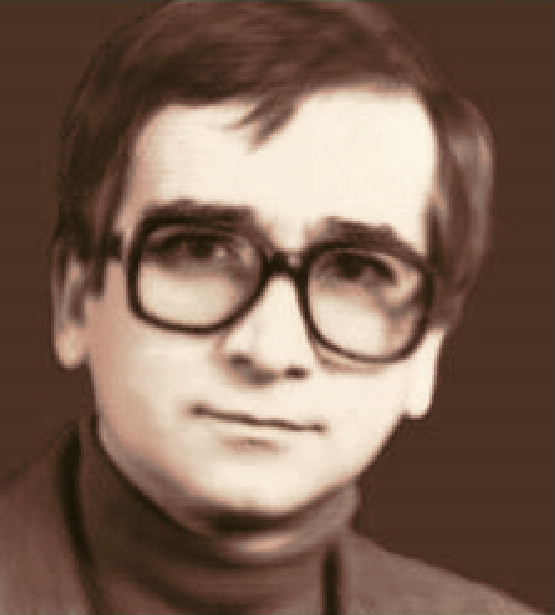
پرویز فنی‌زاده

در توضیح فیلم آمده؛ گفت دروغ چرا، تا قبر آ، آ، آ، آ
اما آی آخر را هنوز به آخر نرسانده، در یک همچنین روزی، در پنجم اسفند ماه ۵۸، خودش را به قبر رساند تا ستاره‌ای غریب در صحنه نمایش و سینمای ایران غروب کند.
پرویز فنی زاده، کارگر نمونه‌خوان سابق چاپخانه و بازیگر بی‌نظیر سال‌های بعد، فقط ۴۲ سال زندگی کرد. اما اسم‌اش به شکلی غریب ماندنی شد. چرا؟
کسانی که «سفید ناب» را دیده‌اند، نادرند.

## دیدگاه
- همایون امامی، مستندساز و پژوهشگر سینما: امتیاز چشم گیر فیلم دست یابی به فیلم‌های آرشیوی است که از مصاحبه‌های سال‌های قبل و در اوایل انقلاب با ناصر تقوایی و بهرام بیضایی دربارهٔ فنی زاده صورت گرفته و نیز فیلم جایزه گرفتن فنی زاده از دست فرح پهلوی که حالا اسناد تاریخی اند. بخش‌هایی از فیلم‌های فنی زاده از جمله رگبار، گوزن‌ها، تنگسیر، شام آخر و … نیز در فیلم گنجانده شده که بر دلالت‌های تاریخی فیلم افزوده‌است. فیلم گفتار متن ندارد و این حاکی از گزینشی آگاهانه با تأکید بر مصاحبه است. ابتدا تریبون در اختیار کارگردانان و همکاران فنی زاده سپرده می‌شود: مسعود کیمیایی، ناصر تقوایی، فرامرز قریبیان، بهرام بیضایی، بهزاد فراهانی، جمشید مشایخی، پروانه معصومی، علی شمس و بالاخره هایده غیوری (همسر فنی زاده)؛ و در ادامه هم حرف‌های کارشناسان سینما از جمله سعید نوری و پوریا ذوالفقاری، و در ادامه هم بهزاد فراهانی و بهروز به‌نژاد به عنوان همکاران فنی زاده به جنبه‌های دیگری از ویژگی‌های کار وی و خاطراتی از او. چهاردهمین شماره مجله فیلم امروز[۴]

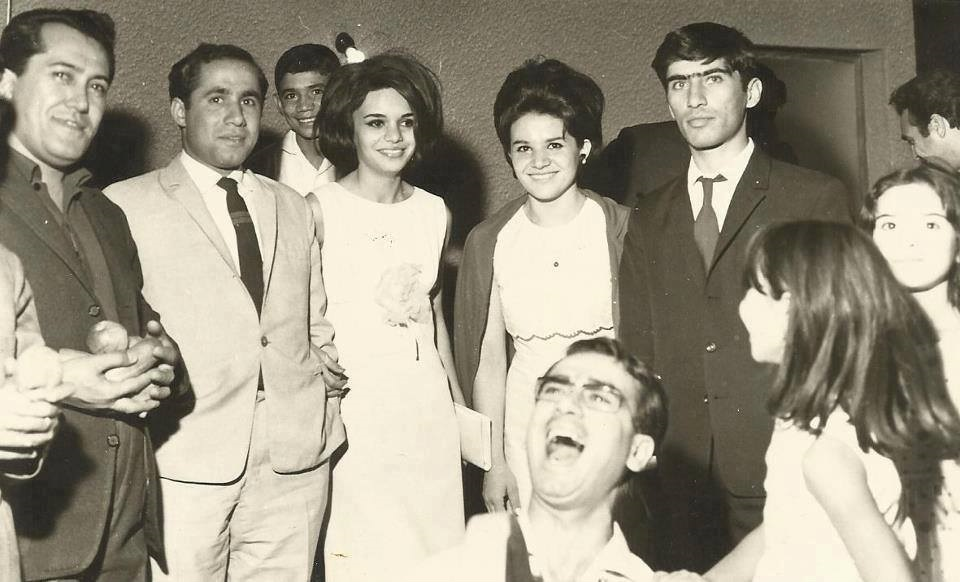
عکس عروسی بهرام بیضایی، ۱۳۴۴ - از راست: بهرام بیضایی، اعظم رامین فر، پروین صیاد، پرویز صیاد، احمد ابرهیمی، نشسته: پرویز فنی زاده

- حسن صلح‌جو، مستندساز: «سفید ناب» فیلمی است دربارهٔ نگاه دیگران به هنر بازیگری پرویز فنی زاده. ساخت فیلم دربارهٔ کسی که دیگر نیست، با آداب و رسوم حاکم بر جامعه ایرانی کار سختی است. به خصوص اگر آن فرد شخصیت شناخته‌شده‌ای هم باشد. غالباً روایت‌ها چندگانه می‌شود و هر کسی از ظن خود به روایت‌های غالباً نامطمئن می‌پیوندد. از همین رو نمی‌شود انتظار داشت. روایتی «همه پسند» از یک شخصیت با ابعاد پیچیده و متفاوتش خلق شود. پرویز فنی زاده، نامی آشنا، معتبر و متفاوت در بین بازیگران ایرانی است. اما مردم بیشتر او را با شخصیت مش قاسم سریال دایی جان ناپلئون ناصر تقوایی می‌شناسند. سفید ناب فیلمی دربارهٔ این جنبه از زندگی ابن بازیگر خاص سینمای ایران است.بی‌بی‌سی فارسی[۵]
- تقی مختار، بازیگر، نویسنده و علیرضا بهبهانی، مستندساز.گفتگوی برنامهٔ آپارات[۶]